# محافظة سلفيت
محافظة سلفيت هي واحدة من المحافظات الستة عشر التابعة للسلطة الوطنية الفلسطينية، مركزها مدينة سلفيت، تتميز بموقع جغرافي فريد لإشرافها على الساحل الفلسطيني المحتل، ووقوعها في خاصرة الضفة الغربية؛ لتشكل حلقة وصل ضمن امتداد يربط الساحل الفلسطيني بمناطق غور الأردن، تقع في الشمال الغربي من الضفة الغربية، تشكل ما مساحته 3.6% من مساحة الضفة الغربية بمساحه قدرها 204 كم مربع.

## التسمية
اختلفت الآراء وتعددت حول تسمية سلفيت بهذا الاسم، وهي:
الرأي الأول: يقول أن لفظ سلفيت ينقسم إلى مقطعين: المقطع الأول (سل) المعروف في لغتنا الحالية «وهو الوعاء المنسوج من القصب أو خرصان الزيتون»، أما المقطع الثاني (فيت) ويعني العنب، وبذلك يصبح اسمها سل العنب، وهذا يدل على أن هذه الأرضي  كانت مزروعة جميعها بالعنب.
الرأي الثاني: يقول أن سلفيت ذات مقطعين الأول سل وهو (السل) المعروف في لغتنا الحالية، والمقطع الثاني فيت وهو (الخبز)، وبذلك تعني أرض الخير والبركة، ويعود ذلك لكثرة الينابيع فيها حيث يصل عدد الينابيع فيها إلى نحو 99 نبعة ماء، ومن المرجح أنها سميت بهذا الاسم نسبة لكثرة أشجار الكرمة فيها.

## التاريخ

### الإدارة الأردنية
في أوائل خمسينيات القرن العشرين أتبعت سلفيت للحكم الأردني بين حربي 1948 و1967.

### حرب 1967

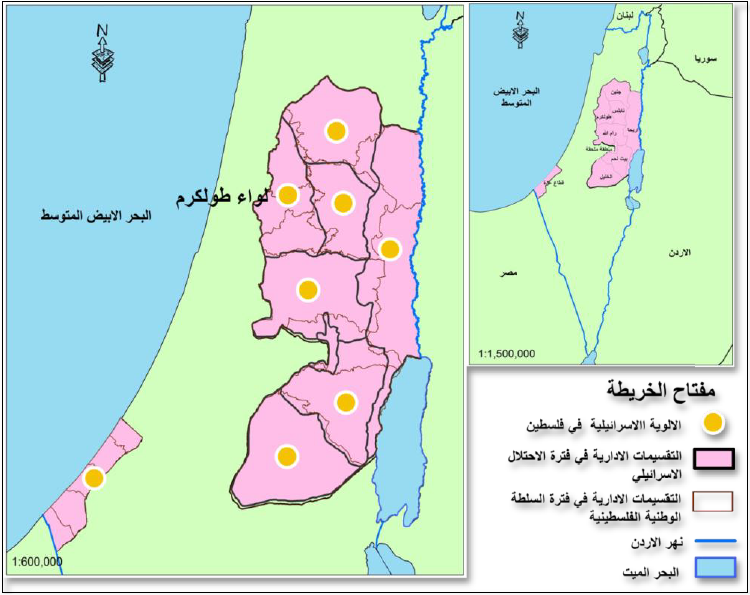
خارطة توضح مناطق التقسيم الإداري الإسرائيلي بين عامي 1967 و1994، ومناطق التقسيم الإداري الفلسطيني بعد عام 1994.

وقعت سلفيت في يد الاحتلال بعد حرب 1967، وألحقت إداريًا إلى لواء طولكرم.

### السلطة الفلسطينية
بعد إنشاء السلطة الوطنية الفلسطينية عام 1994. تحولت إلى منطقة تطوير «أ» بفعل قرار المجلس الوطني الفلسطيني عام 1996م. وفي أكتوبر 2005، صدر مرسوم رئاسي بتحويل منطقة سلفيت من مسمى منطقة تطوير «أ» إلى محافظة.

## الجغرافيا

### الموقع
تمتد أراضيها بشكل طولي من الشرق إلى الغرب؛ إذ تبدأ من قرية زعترة في الشرق، وتنتهي عند مدينة كفر قاسم بالأراضي المحتلة عام 1948 من الغرب؛ يحدها محافظة نابلس من الناحية الشرقية؛ ومحافظتي نابلس، وقلقيلية من الناحية الشمالية؛ أما الناحية الجنوبية فيحدها محافظة رام الله والبيرة؛ والخط الأخضر من الناحية الغربية.
تبعد عن الساحل الفلسطيني المحتل حوالي 42 كم إلى الشرق، و 26 كم عن مدينة نابلس جنوباً، وعن قلقيلية حوالي 35 كم إلى الجنوب الشرقي، أما مدينة رام الله فتبعد عنها حوالي 34 كم شمالاً.
أقيمت سلفيت في أجمل البقع الجغرافية في فلسطين، حيث وصفها المؤرخ والكاتب الموسوعي مصطفى مراد الدباغ في كتابه «بلادنا فلسطين» بأنها: «من أجمل ما تقع عليه العين في بلادنا».

### التقسيم الإداري
تنقسم المحافظة إلى 18 تجمع سكاني، منها 9 مجالس بلدية، و9 مجالس قروية وهي:
- سلفيت (تشمل خربة قيس)
- اسكاكا
- ياسوف
- مردا
- قيرة
- كفل حارس
- حارس (تشمل دار أبو بصل)
- دير استيا (تشمل محمية وادي قانا)
- بديا
- الزاوية
- قراوة بني حسان
- سرطة (تشمل عزبة أبو آدم)
- مسحة
- رافات
- دير بلوط
- كفر الديك
- بروقين
- فرخة

## السكان
بلغ عدد سكان محافظة سلفيت حسب التعداد العام للسكان 2017، الذي أجراه الجهاز المركزي للإحصاء الفلسطيني حوالي 75,444 نسمة،  أي ما نسبته 2.6% من سكان الضفة الغربية، ونسبة 1.57% من سكان فلسطين 1967.
| الذكور 37,613 نسمة | الإناث 36,143 نسمة |
| ------------------ | ------------------ |

### التطور العددي للسكاني
| اسم التجمع         | نوع التجمع*        | السنة        | السنة        | السنة        |
| اسم التجمع         | نوع التجمع*        | (تعداد 1997) | (تعداد 2007) | (تعداد 2017) |
| دِير إستْيا          | مجلس بلدي          |              | 3,112        | 3,696        |
| قَراوَة بَني حَسَّان     | مجلس بلدي          |              | 3,760        | 5,513        |
| قِيرَة               | مجلس قروي          |              | 1,131        | 1,278        |
| كِفِلْ حَارِس           | مجلس بلدي          |              | 3,213        | 4,084        |
| مَرْدَة               | مجلس قروي          |              | 1,971        | 2,375        |
| بِدْيَا               | مجلس بلدي          |              | 7,978        | 10,451       |
| حَارِس               | مجلس قروي          |              | 3,079        | 4,137        |
| يَاسُوف              | مجلس قروي          |              | 1,604        | 2,093        |
| مَسْحَة               | مجلس قروي          |              | 1,982        | 2,370        |
| إسْكَاكَا             | مجلس قروي          |              | 902          | 1,198        |
| سرْطَة               | مجلس قروي          |              | 2,503        | 3,382        |
| الزَاوِيَة            | مجلس بلدي          |              | 4,703        | 6,033        |
| سَلْفِيت              | مجلس بلدي          |              | 8,702        | 10,911       |
| رَافات              | مجلس قروي          |              | 1,841        | 2,522        |
| بْرُوقِين             | مجلس بلدي          |              | 3,201        | 4,047        |
| فَرْخَة               | مجلس قروي          |              | 1,351        | 1,650        |
| كَفْر الدِيك          | مجلس بلدي          |              | 4,504        | 5,551        |
| دِير بَلُّوط           | مجلس بلدي          |              | 3,161        | 3,873        |
| خِرْبَةْ قَيْس           | مجلس قروي          |              | 224          | 273          |
| تجمعات أخرى        |                    |              | 11           |              |
| مجموع الحضر        | مجموع الحضر        |              | 21,383       | 27,395       |
| مجموع الريف        | مجموع الريف        |              | 37,549       | 48,042       |
| مجموع المخيمات     | مجموع المخيمات     | -            | -            | -            |
| مجموع محافظة سلفيت | مجموع محافظة سلفيت |              | 58,932       | 75,444       |

## البنية التحتية

### التعليم
يتبع مديرية التربية والتعليم العالي في سلفيت، 71 مدرسة حكومية موزعة في قرى وبلدات المحافظة، بالإضافة إلى مدارس قرية زيتا جماعين التابعة لمحافظة نابلس، وثلاث مدارس خاصة في سلفيت وبديا.
التعليم العالي: يوجد فرع لجامعة القدس المفتوحة في مركز المحافظة منذ العام الدراسي 1998/1999، ومكتب خدمات في مدينة بديا منذ عام 2006. ويجري العمل حاليا على بناء جامعة الزيتونة للعلوم والتكنولوجيا شرق مدينة سلفيت في أراضي وادي الشاعر.
بلغ عدد الأميون (15 سنة فأكثر) حسب تعداد 2017 = 1750 مواطن في محافظة سلفيت أي ما نسبته 2.3% من السكان.

### الصحة
يتبع مديرية صحة محافظة سلفيت 18 عيادة ومركزاً صحياً حكومياً تنتشر على امتداد المحافظة من الشرق إلى الغرب، ومن الشمال إلى الجنوب، وأيضاً مستشفى الشهيد ياسر عرفات الحكومي في مدينة سلفيت، الذي يقدم خدماته لسكان مناطق سلفيت وجنوب نابلس وشمال رام الله. إضافة إلى وجود مديرية الخدمات الطبية العسكرية، والهلال الأحمر الفلسطيني، ومركز الصحة النفسية، ومركز الدار البيضاء لذوي الإعاقة الذهنية.

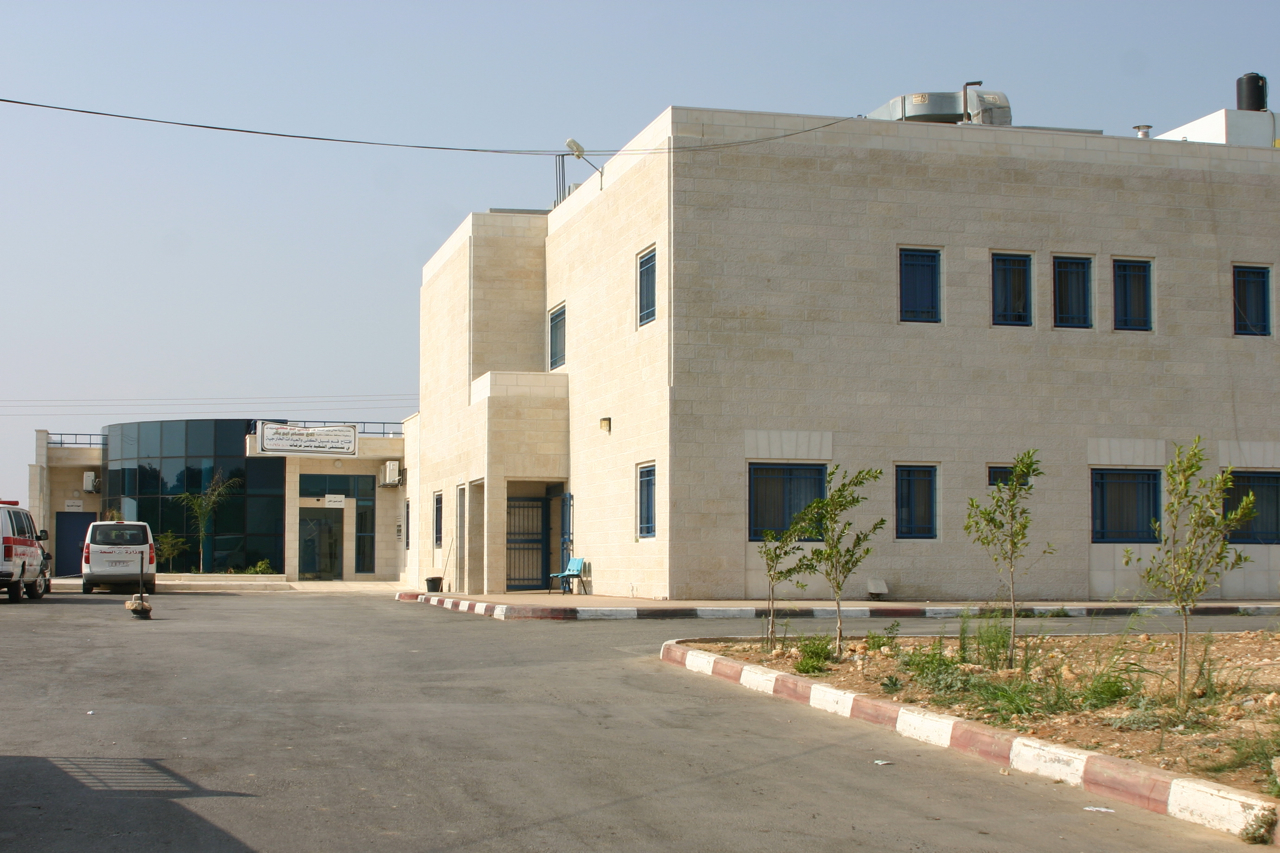
مستشفى سلفيت الحكومي

حسب تعداد 2017، بلغت نسبة المواطنين الذين يمتلكون تأميناً صحياً في محافظة سلفيت 60.1%. وبلغ عدد المواليد المسجلون في محافظة سلفيت عام 2015 = 2014 مولود، وعدد الوفيات المسجلة في نفس العام 214 وفاة.

### النقل والمواصلات
تضم المحافظة مجمعين للسفريات في سلفيت وبديا، تنقل المسافرين منها إلى مدن رام الله، نابلس، قلقيلية، أريحا وقرى وبلدات محافظة سلفيت.
ينقسم نظام الطرق والمواصلات في سلفيت كما هو الحال في باقي مناطق الضفة الغربية إلى قسمين رئيسيين، واحد لاستخدام المواطنين الفلسطينيين والآخر لاستخدام المستوطنين الإسرائيليين. ومنذ توقيع اتفاقية أوسلو 2 عام 1995 عمل الاحتلال على إنشاء نظام طرق خاص يربط مستوطنات الضفة الغربية ببعضها البعض، ويضمن مرورا آمنا لمستوطني الضفة الغربية. وقد أدى نظام الطرق هذا إلى تقسيم محافظة سلفيت إلى أربعة أجزاء وبعثرتها.

## السياحة والآثار

### الأوقاف والمقامات الدينية
يوجد في محافظة سلفيت 39 مقاما، 26 مقام منها بُني داخل حدود القرى، و13 مقاما خارجها لكنها تتبع ملكيتها للقرية، وتعد الزاوية وكفر الديك أكثر القرى التي تحتوي على المقامات وتليها سلفيت وكفل حارس وبديا. وبلغ عدد المساجد العاملة عام 2016 = 74 مسجد.
بعض مواقع المقامات
مدينة سلفيت: مقام أبو عتاب، مقام الشيخ تقي، مقام الحاج مبارك.
بلدة بديا: مقام الشيخ الدجاني، مقام الشيخ حمدان.
بلدة الزاوية: مقام الشيخ قاسم.
بلدة كفر الديك: ضريح الشيخ إمسبح.
بلدة دير استيا: مقام الشيخ خاطر.
بلدة قراوة بني حسان: مقام عمرو بن العاص.
بلدة كفل حارس: مقام النبي ذي النون، مقام يوشع بن نون، مقام النبي ذي الكفل.
قرية حارس: مقام الشيخ حسين، ومقام الشيخ عثمان، ومقام أبو عبد الله.
قرية مردة: مقام النبي ثريا، ومقام الإمام بدر، ومقام الشيخ جمعة.

### الآثار

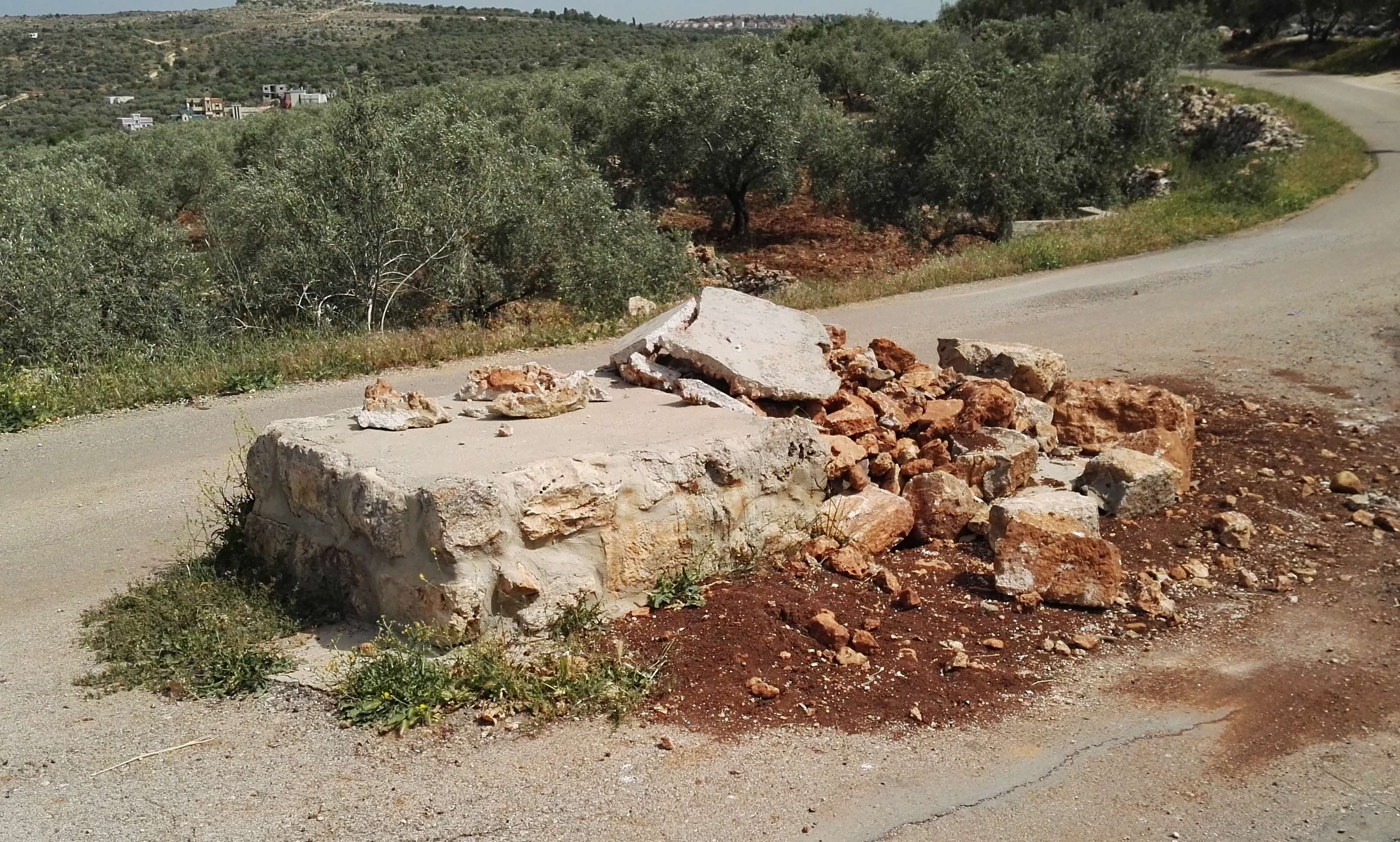
نبش مقام عمرو العاص في بلدة قراوة بني حسان

تحتوي محافظة سلفيت على 140 موقعاً أثرياً تعكس تنوعا حضاريا يعود لحقب زمنية مختلفة، كالآشورية والرومانية والإسلامية، دمر عدد منها تحت جدار الضم والتوسع العنصري، مثل مغارة النطافة في بلدة الزاوية، وعزل جزء كبير خلف الجدار مثل خربة كسفة غرب دير بلوط، وتبتلع المستوطنات بعضها الآخر مثل دير قلعة في قرية دير بلوط، وخربة الشجرة في مدينة سلفيت، ودير سمعان في كفر الديك، كما أن هناك 32 مقاماً وقبرا تعرض غالبيتها للنبش والتخريب.
من المواقع الأثرية:
مدينة سلفيت: خربة الشجرة، خربة جلال الدين، خربة رأس قرة، خربة مراد، خربة النجارة، خربة الكبارة، خربة بيت الحبس، خربة الشلال.
بلدة بديا: خربة كرم عيسى ومغارة جبل الراس وخلة جراح وقرنة علي.
بلدة الزاوية: المسجد العمري القديم والصبانة.
بلدة كفر الديك: دير سمعان.
بلدة دير بلوط: دير قلعة.
بلدة بروقين: خربة قرقش.
بلدة قراوة بني حسان: دار الضرب.
قرية ياسوف: تل أبو الزرد.
قرية حارس: بئر حارس.
قرية مردة: خربة أبو رواع، وخربة دير بجالة.

### المحميات الطبيعية
تحتوي محافظة سلفيت على العديد من الأماكن الجميلة، منها محميتان طبيعيتان هما محمية وادي قانا في بلدة دير استيا، ومحمية وادي الزرقاء العلوي في بلدات كفر الديك ودير بلوط ودير غسانة.

## الرياضة والثقافة
بلغ عدد الأندية الرياضية والمراكز الشبابية والأندية النسوية في محافظة سلفيت عام 2016 = 23 وهي كالتالي: (16 نادي رياضي + 6 مراكز شبابية + 1 نادي نسوي). تحتوي بعض بلدات المحافظة على عدد من الملاعب البسيطة غير المعشبة، وصالة رياضية مغلقة افتتحت بداية عام 2018، وملعب تدريبي معشب في مدينة سلفيت.

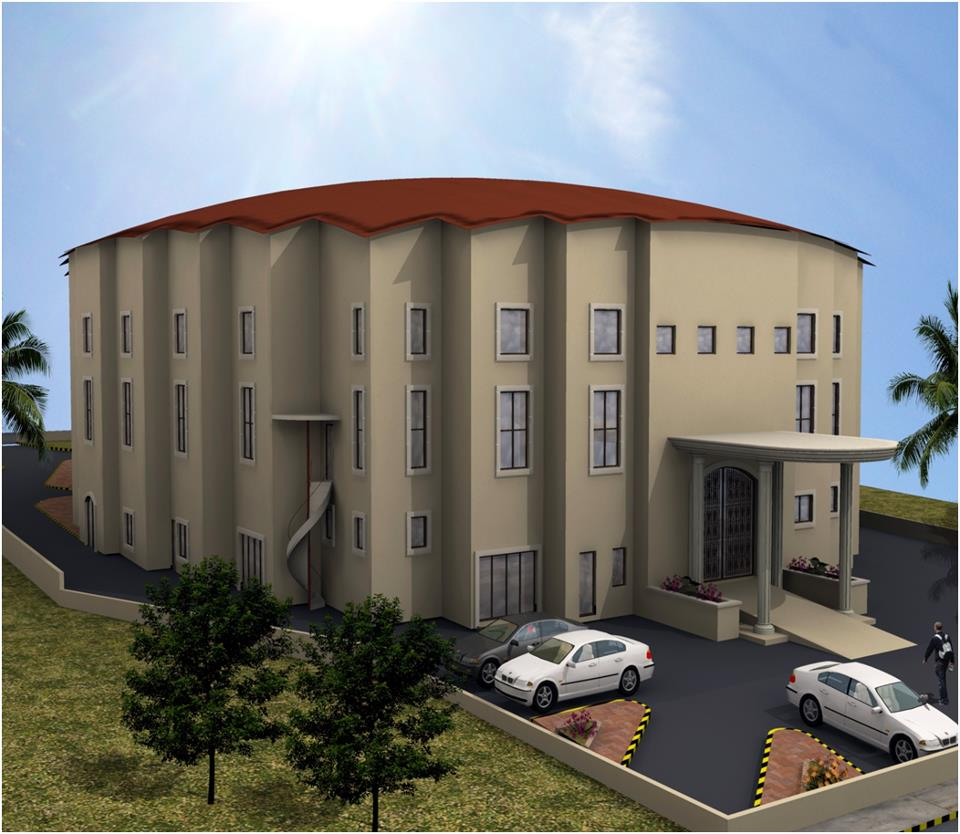
صالة سلفيت الرياضية المغلقة

تضم محافظة سلفيت عدداً من المكتبات العامة، في سلفيت وبديا والزاوية وغيرها، أما بالنسبة للمراكز الثقافية فقد بلغ عددها عام 2016 في محافظة سلفيت 13 مركزاً، وتفتقر المحافظة لوجود مسارح، أو متاحف، أو دور سيمنا في أي من تجمعاتها السكانية.

## المحافظون
شغل منصب محافظ سلفيت عدة شخصيات تتمثل في كل من:
| الرقم | الاسم                            | تاريخ البدء   | تاريخ الانتهاء |
| ----- | -------------------------------- | ------------- | -------------- |
| 1     | منير محمود عبد الرحمن الصيفي     | 1 سبتمبر 2006 | 10 مارس 2010   |
| 2     | عصام عبد الرازق رشيد أبو بكر     | 12 أبريل 2010 | ديسمبر 2014    |
|       | عبد الحميد الديك (قائم بالأعمال) | ديسمبر 2014   | يوليو 2015     |
| 3     | إبراهيم مسمح سليمان البلوي       | يوليو 2015    | سبتمبر 2019    |
| 4     | عبد الله سليم يوسف أبو زيد       | سبتمبر 2019   | 2 يناير 2025   |
| 5     | مصطفى أحمد فضل طقاطقة            | 2 يناير 2025  | لا يزال        |